# Za Torem (Bełchów)
Za Torem – część wsi Bełchów w Polsce położona w województwie łódzkim, w powiecie łowickim, w gminie Nieborów.
W latach 1975–1998 Za Torem administracyjnie należało do województwa skierniewickiego.